# Анастасия (Подпольная империя)
«Анастасия» (англ. «Anastasia») — четвёртый эпизод первого сезона телесериала канала HBO «Подпольная империя», премьера которого состоялась 10 октября 2010 года. Сценарий написали соисполнительный продюсер Лоуренс Коннер и супервайзовый продюсер Маргарет Негл, а режиссёром стал Джереми Подесва. Эпизод в целом получил положительные отзывы от телевизионных критиков.
Эпизод сосредоточен на Наки, празднующем свой день рождения, и Джимми, устраивающемся в своём новом доме в Чикаго.
Название происходит из новости, когда Анна Андерсон, польская рабочая на фабрике, заявляла, что она является потерянной великой княжной Анастасией Николаевной, создав сенсацию в марте 1922 года.

## Сюжет
Джимми Дармоди теперь работает на чикагского босса Аля Капоне, Джонни Торрио, и живёт в борделе, которым руководит Торрио. Капоне и Дармоди пытаются применить силу к менеджеру владельца бара, чтобы купить спиртное у Торрио; когда он отказывается от сотрудничества, Капоне избивает его. Они встречаются с соперником Торрио, Шериданом, и компрометирует бизнес-договорённости. Торрио больше импонирует переговорам Дармоди, чем жестокости Капоне. Один из людей Шеридана отбивается, нападая и калеча девушку Джимми, Перл, проститутку в борделе Торрио.
В Атлантик-Сити, когда Наки планирует свой «сюрпризный» день рождения, он беспокоится о политических последствиях из-за убийства водителя Мелка Уайта. Илай доставляет лидера местного отделения Ку-клукс-клана Мелку, который пытать его, пока не удостоверится в том, что Клан не был причастен к убийству. На вечеринке Наки, сенатор Эдж говорит Наки, что он не получит строительно-дорожные средства, необходимые для завершения развития Атлантик-Сити, которые перейдут Фрэнку Хейгу.
Лаки Лучано находит мать Дармоди в его доме и говорит ей, что он ищет «Джеймса». Она насквозь видит его и прогоняет его. Лучано следует за несколько дней; она замечает его и инициирует физическую близость.
Маргарет затем идёт на работу и направлена доставлять платья для Люси на вечеринку Наки, где Наки просит её потанцевать, поднимая её настроение. Вернувшись в магазин, она видит Наки и Люси, направляясь ночью в город. Расстроенная, она затем крадёт платье от «Belle Femme» и идёт домой.

## Реакция

### Реакция критиков
Эпизод получил положительные отзывы от критиков. IGN дал эпизоду их самый высокий рейтинг и сказал: «Это удивительно, что сценаристы нашли способ передать такой хороший рассказ в один час телевидения.» Они также сказали, что «„Анастасия“, четвёртый эпизод „Подпольной империи“, пока что самый лучший эпизод, превращая его преступников в симпатичных персонажей, несмотря на их пороки и тайны, и делая это, не прибегая к принудительным и слащавым способам.» TV Fanatic дал эпизоду оценку 4.5/5 и насладился трансформацией Маргарет. "Моим любимым моментом ночи стал блестящей трансформацией Маргарет в хорошо разговорного и интеллигентного персонажа. Её переход от тихой одинокой девушки с небольшими амбициями пришёл в наилучшее время, во время вечеринки Наки. Когда Коммодор повторил свой вызывающий гнев «тест» женского интеллекта и политическую проницательность к Люси («Вы предполагаете, что у них есть склад ума»), Маргарет озвучивает обоснованное мнение об Избирательном праве женщин, заявляя, что «В большинстве цивилизованных стран, женщины пользуются этой привилегией.»

### Рейтинги
Этот эпизод посмотрели 2.57 миллионов зрителей, что 800 000 зрителей меньше, по сравнению с предыдущим эпизодом на предыдущей неделе.